# ミールザー・サリーム・シャー
ミールザー・サリーム・シャー（Mirza Salim Shah, 1799年 - 1836年9月8日）は、北インド、ムガル帝国の第16代皇帝アクバル2世の8男。同国第17代皇帝バハードゥル・シャー2世の弟でもある。

## 生涯
1799年、ムガル帝国の皇帝アクバル2世とその側室ムムターズンニサーとの間に生まれた。
サリーム・シャーは父帝アクバル2世に大変愛され、1835年9月25日に彼が皇太子であると通知をイギリスに送った。しかし、イギリスはミールザー・アブー・ザファル（のちのバハードゥル・シャー2世）が皇太子であるとしてこれを拒否した。
1836年9月8日、胃潰瘍が原因で死亡した。